# Димитър Костов (кмет)
Вижте пояснителната страница за други личности с името Димитър Костов.
Димитър Петров Костов е български офицер и юрист.

## Биография
Роден е през 1895 г. в град Свищов. Завършва Военното училище в София. По време на Първата световна война е офицер от артилерията. По-късно завършва Юридическия факултет на Софийския университет. От 1926 г. е секретар в Пловдивската община. През 1939 г. става помощник-кмет на града. В периода 26 ноември 1943 г. - 8 септември 1944 г. е кмет на град Пловдив. След 9 септември 1944 г. е арестуван и лежи в концлагерите Богданов дол и Белене..